# Grandi
Grandi (šp. grandes – veliki) su španjolske srednjovjekovne velmože koje su dobivanjem posjeda od kralja postali najmoćniji plemići u državi. Grandi nisu plaćali porez. Držali su plaćeničku vojsku i vodili samostalnu politiku. Oni su sudjelovali u kortesima, staleškim skupštinama pri rješavanju važnih državnih problema. U 16. stoljeću vladari apsolutisti oduzeli su grandima njihova dotadašnja prava i povlastice i pretvorili ih u zavisno dvorsko plemstvo.